# Houston Person
Houston Person (Florence, 10 november 1934) is een Amerikaanse jazz-tenorsaxofonist.

## Carrière
Houston Person groeide op in zijn geboorteplaats Florence en studeerde daar aan het State College, daarna aan het College of Music in Hartford. Tijdens zijn militaire diensttijd in Duitsland speelde hij in de band van de United States Air Force met onder andere Don Ellis, Eddie Harris, Cedar Walton en Leo Wright. Ofschoon Person ook veel opnam in het genre hardbop en swing, werd hij vooral bekend voor zijn talrijke plaatopnamen in de souljazz-stijl, met begeleiding van Cedar Walton, Pepper Adams en Curtis Fuller bij zijn album Blue Odyssey (1968). Midden jaren 1960 speelde hij in de band van Johnny 'Hammond' Smith en in de begeleidingsband van zangeres Etta Jones. Deze samenwerking duurde tot in de jaren 1990. Person nam tijdens zijn carrière meer dan 75 albums op onder zijn eigen naam voor Prestige Records, Mercury Records, Savoy Records, Muse Records en later voor HighNote Records. In 1999 nam hij in duet met Ron Carter het album Something in Common op voor Soul Note. Bovendien hield hij zich bezig als platenproducent en werkte hij mee aan plaatopnamen en tournees bij Lorez Alexandria, Ran Blake, Charles Brown, Charles Earland, Lena Horne, Joey DeFrancesco, Richard Groove Holmes, Junior Mance, Lou Rawls, Horace Silver, Dakota Staton en Billy Butler. Zijn saxofoonspel herinnert volgens Richard Cook en Brian Morton aan Coleman Hawkins, qua stijl aan Gene Ammons.

## Onderscheidingen
Person kreeg in 1982 de Eubie Blake Jazz Award en in 2003 samen met Etta Jones de Jazzy Award van de Californische zender KCSM-Radio. Zijn album Why Not (1990) werd onderscheiden met de Independent Jazz Record of the Year Award. De door hem geproduceerde albums My Buddy: Etta Jones Sings the Songs of Buddy Johnston en Etta Jones Sings Lady Day werden in 1999 en 2000 genomineerd voor de Grammy Award.

## Discografie
Prestige Records
- 1967: Trust in Me met Cedar Walton, Alan Dawson, Bob Cranshaw, Paul Chambers
- 1968: Blue Odyssey met Curtis Fuller, Pepper Adams, Cedar Walton,
- 1969: Goodness! met Sonny Phillips, Billy Butler
- 1970: The Truth

Muse Records
- 1976: The Big Horn
- 1980: Very Personal
- 1989: The Party
- 1990: Why Not! met Ron Carter

HighNote Records
- 1996: Person-ified met Richard Wyands, Ray Drummond, Kenny Washington
- 1998: My Romance
- 1998: Soft Lights met Richard Wyands, Russell Malone, Ray Drummond, Grady Tate
- 2004: To Etta with Love met Stan Hope, Paul Bollenback, Per-Ola Gadd
- 2005: All Soul met Stan Hope, Randy Jonston
- 2013: Nice 'n' Easy met  John di Martino, Chuck Redd, Ray Drummond, Lewis Nash
- 2018: Remember Love met Ron Carter

Savant Records
- 1997: The Opening Round met Joey DeFrancesco

- Bibliothèque nationale de France: cb13898397s (data)
- Gemeinsame Normdatei: 134639790
- International Standard Name Identifier: 0000 0000 5513 1199
- Library of Congress Control Number: n86001693
- MusicBrainz: 88dce64c-3e5e-4c2a-b82c-4fb391ea8afe
- Nationale Bibliotheek van Tsjechië: osa2012690890
- Nationale Bibliotheek van Israël: 987007322155005171
- Nederlandse Thesaurus van Auteursnamen: 100305342
- Réseau des bibliothèques de Suisse occidentale: 02-A006019087
- SNAC: w6qd3p71
- Virtual International Authority File: 5118621
- WorldCat: E39PBJf49DMMQ9TjBYXkjCpByd